# Drengene fra Sankt Petri
Drengene fra Sankt Petri er en dansk film fra 1991, som blev skrevet af Bjarne Reuter og instrueret af Søren Kragh-Jacobsen.
Filmen er løst opbygget over den danske sabotagegruppe Churchill-klubben fra Aalborg, der var en af de første organiserede modstandsgrupper under besættelsen.

## Plot
Drengene fra Sankt Petri er en gruppe gymnasieelever som laver narrestreger under 2. Verdenskrig. Men en dag får de et nyt medlem, Otto, i deres klike, og han vil lave mere end bare narrestreger. Så begynder de at stjæle våben, sprænge fabrikker og jernbaner i luften. En dag bliver de alle, undtagen Otto, fanget af nazisterne. De bliver smidt i fængsel, og Otto flygter til Sverige, som var neutral under 2. verdenskrig.

## Medvirkende
- Tomas Villum Jensen som Lars Balstrup
- Morten Buch Jørgensen som Gunnar Balstrup
- Nikolaj Lie Kaas som Otto Hvidemann
- Christian Grønwall som Søren Brinck
- Karl Bille som Olaf 'Luffe' Juhl
- Joachim Knop som Aage Terkilsen
- Søren Hytholm Jensen som Anders Møller
- Xenia Lach-Nielsen som Irene
- Bent Mejding som Johannes Balstrup
- Helle Merete Sørensen som Ingeborg
- Solbjørg Højfeldt som Ottos mor
- Amalie Ihle Alstrup som Kylle
- Tilde Maja Frederiksen som Lis
- Morten Suurballe som civil politikommisær
- Erik Wedersøe som Rektor Vasby
- Steen Springborg som Lærer Ib Junkersen
- Bjørn Watt Boolsen som Politimester
- Baard Owe som Fængslesbetjent
- Niels Anders Thorn som Orkesterleder
- Michael Lindvad som Tysk officer
- Pernille Højmark som Feltmadras
- Ken Vedsegaard som Gymnasieelev